# Knightia excelsa
Knightia excelsa é uma espécie de angiosperma da família Elaeocarpaceae, endêmica da Nova Zelândia. Na língua maori é conhecida como rewarewa.